# Prévinquières
Prévinquières település Franciaországban, Aveyron megyében. Lakosainak száma 275 fő (2022. január 1.). Prévinquières Anglars-Saint-Félix, Colombiès, Compolibat, Privezac, Rieupeyroux és Rignac községekkel határos.

## Népesség
A település népessége az elmúlt években az alábbi módon változott:
| Lakosok száma | 455  | 395  | 329  | 279  | 303  | 302  | 308  | 295  | 288  | 275  |
|               | 1968 | 1982 | 1990 | 2006 | 2013 | 2015 | 2017 | 2019 | 2020 | 2022 |